# Gracie Fields
Gracie Fields, född Grace Stansfield den 9 januari 1898 i Rochdale, död 27 september 1979 på Capri, var en brittisk skådespelare, sångerska och komiker. 

## Biografi
Gracie Fields underhöll på music hall-etablissemang redan som 13-åring. Hon blev en av Storbritanniens mest kända artister under 1930-talet, på såväl scen som film, och var också den högst betalda. Uppträdde som första artist i producenten Logie Bairds filmstudio. Gracie Fields filmdebuterade 1931. En av hennes främsta filmer, Sing As We Go, hade premiär 1934.
Med sin pigga oförskräckta personlighet och speciella humor gav hon britterna optimism under depressionsåren. Hon var så populär att vid ett tillfälle ajournerade parlamentet ett möte, så att ledamöterna skulle hinna hem och lyssna på hennes radioprogram.
Under andra världskriget vistades Fields i USA tillsammans med sin andre make, regissören Monty Banks. Han var född i Italien och när Italien gick med i kriget på axelmakternas sida betraktades han av brittiska myndigheter som tillhörande en fientlig nation. I Hollywood gjorde Gracie Fields ett par filmer som fick stor framgång.
Fields drog sig i stort sett tillbaka i början på 1950-talet - dock blev hon 1956 den första att gestalta Agatha Christies deckarhjältinna Miss Marple på film - och var senare bosatt på Capri. 
Gracie Fields adlades (Dame of the British Empire) 1979. Hon avled samma år på Capri, vid 81 års ålder. 

## Filmografi i urval
- 1931 – Sally in our Alley
- 1933 – Love Life and Laughter
- 1934 – Sing As We Go
- 1936 – En hjärter dam med ruter i
- 1937 – The Show Goes On
- 1938 – Starka Victor
- 1938 – Keep Smiling
- 1939 – Panik i societén
- 1943 – Den stora stjärnparaden
- 1943 – Leve äktenskapet
- 1945 – Paris Underground
- 1945 – Madame Pimpernel
- 1956 – A Murder Is Announced (TV)
- 1958 – A Tale of Two Cities (TV)